# Список керівників держав 1000 року
Список керівників держав 100 року — це перелік правителів країн світу 1000 року.
Список керівників держав 999 року — 1000 рік — Список керівників держав 1001 року — Список керівників держав за роками

## Європа

### Британські острови
- Шотландія:
  - Альба — Кеннет III, король (997–1005)
- Англія — Етельред II Нерозумний, король (978–1013,1014–1016)
- Уельс:
  - Гвент — Родрі ап Елісед, король (983–1015); Грифід ап Елісед, король (983–1015)
  - Дехейбарт і Гвінед — Кінан ап Хівел, король (999–1005)
  - Глівісінг — Хівел ап Оуен, король (990–1043); Ріс ап Оуен, король (990–1000); Йестін ап Оуен, король (990–1015)

### Північна Європа
- Данія — Свен I Вилобородий, король (986/987 — 1014)
- Ірландське королівство — Маелсехнайлл мак Домнайлл, верховний король (980–1002, 1014–1022)
- Ісландія — Торгейр Годі син Торкеля , закономовець (985–1001)
- Норвезьке королівство — Олаф I Трюггвасон, король (995–1000); Свен I Вилобородий, король (1000–1014); Ейрік, ярл (1000–1014)
- Шведське королівство — Улоф III Шетконунг, король (995–1022)

### Франція—Роберт II Побожний, король (996–1031)
- Аквітанське герцогство — Гійом V Великий, герцог (993/995–1030)
- Ангулемське графство — Гійом IV, граф (988–1028)
- Анжуйське графство — Фульк III Нерра, граф (987–1040)
- Бретанське герцогство — Жоффруа I, герцог (992–1008)
  - Нантське графство — Юдікаель, граф (992–1004)
- Гасконське герцогство — Бернар I Гійом, герцог (996–1009)
- Готська марка — Раймунд III, маркіз, граф Руерга (бл. 961–1008)
- Каркассонське графство — Роже I, граф (бл. 957 — бл. 1012)
- Маконське графство — Отто Гійом, граф (982–1002)
- Мо і Труа — Етьєн II де Блуа, граф (995–1022)
- Менське графство — Гуго III, граф (980/992 — 1014)
- Неверське графство — Ландрі де Мансо, граф (989–1028)
- Нормандське герцогство — Річард II Добрий, герцог (996–1026)
- Овернське графство — Гійом IV, граф (989–1016)
- Руерзьке графство — Раймунд III, граф (бл. 961–1008)
- Руссільйонське графство — Гіслаберт I, граф (991–1013)
- Тулузьке графство — Гійом III Тайлефер, граф (бл. 978–1037)
- Шалонське графство — Гуго I, граф (979–1039)
- Фландрське графство — Бодуен IV Бородатий, граф (987–1035)

### Священна Римська імперія
Оттон III, імператор (996–1002)
- Баварське герцогство — Генріх IV, герцог (995–1005, 1009–1017)
- Саксонське герцогство — Бернхард I, герцог (973–1011)
- Швабське герцогство — Герман II, герцог (997–1003)
- Австрійська (Східна) марка — Генріх I Сильний, маркграф (994–1018)
- Іврейська марка — Ардуїн, маркграф (990–1015)
- Каринтійське герцогство — Оттон I, герцог (995–1004)
- Лувен — Ламберт I, граф (998–1015)
- Лужицька (Саксонська Східна) марка — Геро II, маркграф (993–1015)
- Майсенська марка — Еккехард I, маркграф (985–1002)
- Північна марка — Лотар III фон Вальбек, маркграф (985–1003)
- Тосканська марка — Уго I, маркграф (961–1001)
- Богемське князівство (Чехія) — Болеслав III Рудий, князь (999–1002, 1003)
- Карантанська марка — Маркварт, маркграф (970–1000)
- Верхня Лотарингія — Тьєррі I, герцог (978–1026)
- Нижня Лотарингія — Оттон II, герцог (991 — бл. 1012)
- Еноське графство — Реньє IV, граф (998–1013)
- Намюрське графство — Альберт I, граф (бл. 974 — бл. 1011)
- Люксембурзьке графство — Генріх I, граф (998–1026)
- Голландське графство — Дірк III Єрусалимський, граф (993–1039)
- Бургундське королівство (Арелат) — Рудольф II Лінивий, король (993–1032)
  - Прованський маркізат — Ротбанд II, маркіз (993–1008)
  - Прованське графство — Гійом II Благочестивий, граф (993–1018)

### Іспанія,Португалія
- Ампуріас — Уго I, граф (991–1040)
- Барселонське графство — Рамон Боррель I, граф (992–1017)
- Безалуське графство — Бернардо I Таллаферо, граф (988–1020)
- Вігера — Санчо Рамірес, король (981–1002)
- Конфлан і Серданья — Віфред II, граф (988–1035)
- Леонське королівство — Альфонс V Шляхетний, король (999–1028)
  - Кастильське графство — Санчо Гарсія Законодавець, граф (995–1017)
- Наваррське королівство (Памплона) — Гарсія II Санчес, король (994—1000); Санчо III (1000-1035)
- Пальярс — Суньєр I, граф (948 — бл. 1011); Арменголь, граф (бл. 995–1010)
- Арагонське графство (Рібагорса) — Ісарн I, граф (бл. 990–1003)
- Урхельське графство — Ерменгол I Кордовець, граф (992–1010)
- Кордовський халіфат — Хішам II, халіф (976–1009, 1010–1013)
- Португальське графство — Менендо II Гонсалес, граф (997–1008)

### Італія
- Венеційська республіка — П'єтро II Орсеоло, дож (991–1009)
- Беневентське князівство — Пандульф II Старий, князь (981–1014)
- Капуанське князівство — Адемар, князь (1000); Ландульф VII, князь (1000–1007)
- Салернське князівство — Гвемар III, князь (994–1027)
- Неаполітанське герцогство — Іоанн IV, герцог (бл. 997–1002)
- Папська держава — Сильвестр II, папа римський (999–1003)
- Сицилійський емірат — Джафар ібн Юсуф, емір (998–1019)

### ЦентральнатаСхідна Європа
- Болгарське царство — Самуїл, цар (997–1014)
- Польща — Болеслав I Хоробрий, князь (992–1025)
- Рашка (Сербія) — Лютомир, князь (бл.980–1018)
  - Дукля (князівство) — Іван Володимир, жупан (990–1016)
- Угорське князівство — Стефан (Іштван) I Святий, князь (надьфейеделем) (997–1001), король (1000-1038)
- Хорватія — Светослав Суроня, король (997–1000); Крешимир III, король (1000–1030); Гоїслав, король (1000–1020)
- Київська Русь — Володимир Святославич, великий князь (978–1015)
  - Волинське князівство — Всеволод Володимирович, князь (988 — бл. 1010)
  - Древлянське князівство — Святослав Володимирович, князь (990–1015)
  - Новгородське князівство — Вишеслав Володимирович, князь (988 — бл. 1010)
  - Полоцьке князівство — Ізяслав Володимирович, князь (988–1001)
  - Ростовське князівство — Ярослав Мудрий, князь (988–1010)
  - Смоленське князівство — Станіслав Володимирович, князь (988 — бл. 1015)
  - Туровське князівство — Святополк Окаянний, князь (988–1015)
- Волзька Булгарія — Абд ар-Рахман ібн Мумін, хан (985/988— 1006)

### Візантійська імперія
- Візантійська імперія — Василій II Болгаробійця, імператор (963, 976–1025)

## Азія

### Західна Азія
- Аббасидський халіфат — Аль-Кадір Біллах, халіф (991–1031)
- Буїди: Бага ад-Даула, шаханшах (998–1012)
  - Рей — Маджд ад-Даула, емір (997–1028)
  - Керман і Фарс — Баха ад-Даула, емір (999–1012)
- Хамданіди (Ірак, Сирія) — Саїд ад-Даула, емір Алеппо (991–1002)
- Ємен:
  - Зіядіди — Абдалла ібн Ісхак, емір (981 — бл. 1012)
- Кавказ:
- Абхазьке царство — Баграт III, цар (978–1008)
- Вірменія:
  - Анійське царство — Гагік I, цар (989–1020)
  - Васпураканське царство — Гурген-Хачик, цар (983–1003)
  - Карське царство — Аббас, цар (984–1029)
  - Сюнікське царство — Васак, цар (998–1040)
  - Ташир-Дзорагетське царство — Давид I Безземельний, цар (989–1048)
- Грузія:
  - Тао-Кларджеті  — Гурген, цар (996–1001)
    - Давид III, куропалат (Тао) (966 — бл. 1000); Сумбат III, ериставі (Кларджеті) (993–1011)

  - Кахетія — Давид, князь (976–1010)
  - Тбіліський емірат — Алі II Джафар, емір (981—1032)
- Дербентський емірат — Лашкарі ібн Маймун, емір (997–1002)
- Держава Ширваншахів — Язід ібн Ахмад, ширваншах (991–1027)
- Шеддадіди (Гянджинський емірат) — Фадл I ібн Мухаммад, емір (985–1031)

### Центральна Азія
- Газнійська держава (Афганістан) — Махмуд Газневі, султан (998–1030)
- Персія:
  - Зіяриди — Кабус ібн Вушмгір, емір (977–1012)
  - Табаристан — Шахріяр III, іспахбад (985–1005)
- Середня Азія:
  - Караханідська держава — Наср ібн Алі Арслан-хан, хан (998–1017)
  - Огузи — Шах-Малік, ябгу (бл. 998–1042)

### Південна Азія
- Індія:
  - Венгі— Східні Чалук'я — Сактіварман I, магараджа (999–1011)
  - Гуджара-Пратіхари — Раджапала, магараджа (989–1018)
  - Західні Ганги — Неєтімарга Перманаді, магараджа (999–1000); завойовані Чолою
  - Імперія Пала — Махіпала I, магараджа (988–1038)
  - Камарупа — Го Пала, магараджахіраджа (990–1015)
  - Качарі — Прасанто, цар (925–1010)
  - Кашмір — Дідда, цариця (980–1003)
  - Орісса — Дармарстха, магараджа (бл. 980–1005)
  - Парамара (Малава) — Сіндхураджа, магараджа (995–1010)
  - Соланка — Валлабхараджа, раджа (996–1009)
  - Харікела (династія Чандра) — магараджахіраджа Кальяначандра (бл. 975 — бл. 1000)
  - Держава Чера — Баскара Раві Варман I, магараджа (962–1019)
  - Чола — Раджараджа Чола I Великий, магараджа (985–1014)
  - Ядави (Сеунадеша) — Бхіллама II, магараджа (985–1005)
- Шрі-Ланка:
  - Раджарата (Анурадхапура) — Сена V, король (991–1001)

### Південно-Східна Азія
- Кхмерська імперія — Джаяварман V, імператор (968–1001)
- Дайков'єт — Ле Дай Хань, імператор (980–1005)
- Далі (держава) — Дуань Суїн, король (985–1009)
- Паган — Наун-у Сорехан, король (956–1001)
- Індонезія:
  - Матарам — Дармавангса, шрі-магараджа (990–1006)
  - Сунда — Прабу Браявісеса, король (989–1012)
  - Шривіджая — Шрі Кудамані, шрі-магараджа (988—1004)

### Східна Азія
- Японія — Ітідзьо, імператор (986–1011)
  - Китай:
- Імперія Сун — Чжень-цзун, імператор (Чжао Хен) (997–1022)
- Корея:
  - Корьо — Мокчон, ван (997–1009)

## Африка
- Аксум (Ефіопія) — Герма Сеюм, імператор (999–1039)
- Зіріди — Бадіс ан-Насір, емір (995–1016)
- Імперія Гао — Бай Кай Кімі, дья (бл. 990 — бл. 1020)
- Мукурра — Рафаїл, цар (бл. 999 — бл. 1030)
- Фатімідський халіфат — Аль-Хакім Біамріллах, халіф (996–1021)
- Магриб (Іфрикія і Сх. Алжир) — Насір ад-даула Бадіс Абу Мунад, халіф (996–1016)
- Канем — Хайома, маї (961—1019)

## Північна Америка
- Майяпанська ліга — Ах Мекат Тутул Сю (987—1007)